# Forces Armades de Cabinda
Les Forças Armadas de Cabinda (FAC) són el braç armat del Front d'Alliberament de l'Enclavament de Cabinda (FLEC). L'objectiu de la FAC és la independència de la província de Cabinda (república de Cabinda) de l'ocupació d'Angola. Fundada el 1969, la FAC basa la seva reclamació per la independència de Cabinda és el fet que Cabinda no és geogràficament contigua amb Angola.
Avui, l'exèrcit FLEC-FAC, format per rebels voluntaris civils, lluita per la independència de Cabinda contra el MPLA. El FAC afirma que els documents colonials portuguesos demostren que Cabinda no forma part de les fronteres administratives d'Angola.